# Manuel Einkemmer
Manuel Einkemmer (* 23. Juni 2001) ist ein ehemaliger österreichischer Nordischer Kombinierer.

## Werdegang
Einkemmer, der für den WSV Wörgl startet, gab sein internationales Debüt am Youth-Cup-Wochenende Mitte Jänner 2016 in Harrachov, an dem er Zweiter und Erster wurde. Seine erste Medaille holte er bei den Nordischen Skispielen der OPA 2016 in Tarvis und Villach mit Gewinn des Schülerwettkampfes. In den folgenden Jahren stellte sich der Tiroler regelmäßig im Alpencup der Konkurrenz. Nachdem er dort immer wieder gute Ergebnisse abliefern konnte, debütierte er im Jänner 2018 in Klingenthal im Continental Cup, wo ihm auf Anhieb der Sprung in die Punkteränge gelang. Bei den Nordischen Skispielen der OPA 2018 in Planica gewann er die Bronzemedaille im Junioren-Wettkampf hinter Johannes Lamparter und Stefan Rettenegger sowie die Goldmedaille mit dem Team. Nachdem er bereits 2017 die österreichischen Jugendmeisterschaft im Teamsprint gewann, wurde er 2018 sowohl im Sprint als auch im Gundersen Einzel über 10 Kilometer österreichischer Jugendmeister in Saalfelden. In der Saison 2018/19 startete er abwechselnd im Alpencup sowie im Continental Cup. Letzteren schloss er auf dem 61. Platz der Gesamtwertung ab.
Im Sommer 2019 debütierte Einkemmer in Tschagguns im Grand Prix. Bei einem schwach besetzten Teilnehmerfeld lief er auf Rang 23. Nachdem er mit einem Sieg im Alpencup in Seefeld in den Winter gestartet war, zeigte er auch im Jänner im Continental Cup starke Leistungen. Während er in Oberwiesenthal als Vierter und Sechster das Podest noch knapp verpasste, belegte Einkemmer in Klingenthal erstmals den dritten Platz. Mit diesen Leistungen im Rücken wurde er für die nationale Gruppe zum Weltcup-Wochenende in Seefeld nominiert. So debütierte Einkemmer am 31. Jänner 2020 im Rahmen des Nordic Combined Triples im Weltcup und feierte direkt den Gewinn seines ersten Weltcup-Punktes. Im weiteren Saisonverlauf startete er wieder im Continental Cup, in dem er Ende Feber im heimischen Eisenerz seinen ersten Sieg vor den Italienern Raffaele Buzzi und Lukas Runggaldier feiern konnte. Bei den Nordischen Junioren-Skiweltmeisterschaften 2020 in Oberwiesenthal wurde Einkemmer im Einzelwettkampf disqualifiziert und im Teamwettbewerb nicht eingesetzt. Beim erstmals ausgetragenen Mixed-Team-Wettbewerb belegte er schließlich gemeinsam mit Johannes Lamparter, Lisa Hirner und Sigrun Kleinrath den vierten Platz. Die Saison schloss er auf Rang 53 in der Gesamtweltcupwertung sowie als Elfter in der Continental-Cup-Gesamtwertung ab.
Bei den österreichischen Meisterschaften im September 2020 belegte Einkemmer den sechsten Rang im Gundersen Einzel von der Normalschanze in Eisenerz, ehe er tags darauf Achter beim Gundersen Einzel von der Bischofshofener Großschanze wurde. Beim Heim-Weltcup in Ramsau am Dachstein startete er in die Saison 2020/21. Nachdem er an beiden Wettkampftagen die Punkteränge verpasst hatte, nahm er im Jänner wieder an Wettbewerben des Continental Cups teil. So kam er in Klingenthal zunächst auf den vierten Platz, ehe er zweiten von drei Wettkampftagen seinen zweiten Karrieresieg vor Simen Tiller und Philipp Orter feierte. Nachdem er auch in Eisenerz drei Top-10-Resultate erzielt hatte, war er beim Nordic Combined Triple in Seefeld erneut Teil der nationalen Gruppe. Im Gundersen-Wettbewerb über fünf Kilometer lief Einkemmer auf Rang 28 und auch am beim Wettbewerb über zehn Kilometer kam er in die Punkteränge. Am dritten Wettkampftag belegte er den 31. Platz. Mitte Februar reiste er zu den Nordischen Junioren-Skiweltmeisterschaften 2021 nach Lahti, wo er Sechster im Einzel wurde sowie gemeinsam mit Lisa Hirner, Sigrund Kleinrath und Stefan Rettenegger Silber im Mixed-Team gewann. Beim abschließenden Continental-Cup-Wochenende in Nischni Tagil wurde Einkemmer zweimal Fünfter. Er beendete den Winter auf dem fünften Rang in der Continental-Cup-Gesamtwertung sowie auf dem 52. Platz im Gesamtweltcup.
In den folgenden Jahren war er immer wieder Teil des österreichischen Weltcup-Aufgebots, konnte sich aber nie im Kader etablieren. Stattdessen gehörte er im zweitklassigen Continental Cup regelmäßig zu den besten Zehn. Bei den österreichischen Meisterschaften 2024 lief Einkemmer in Eisenerz auf den dritten Rang und gewann damit seine einzige nationale Medaille. Im Jänner 2025 beendete Einkemmer seine Karriere.

## Sonstiges
Einkemmer besuchte das Skigymnasium Stams, das ihn 2018 mit dem Titel Student of the year und einem Scheck über 5600 Euro auszeichnete.

## Erfolge

### Continental-Cup-Siege im Einzel
| Nr. | Datum           | Ort         | Disziplin               |
| --- | --------------- | ----------- | ----------------------- |
| 1.  | 23. Feber 2020  | Eisenerz    | Gundersen Normalschanze |
| 2.  | 16. Jänner 2021 | Klingenthal | Gundersen Großschanze   |

## Statistik

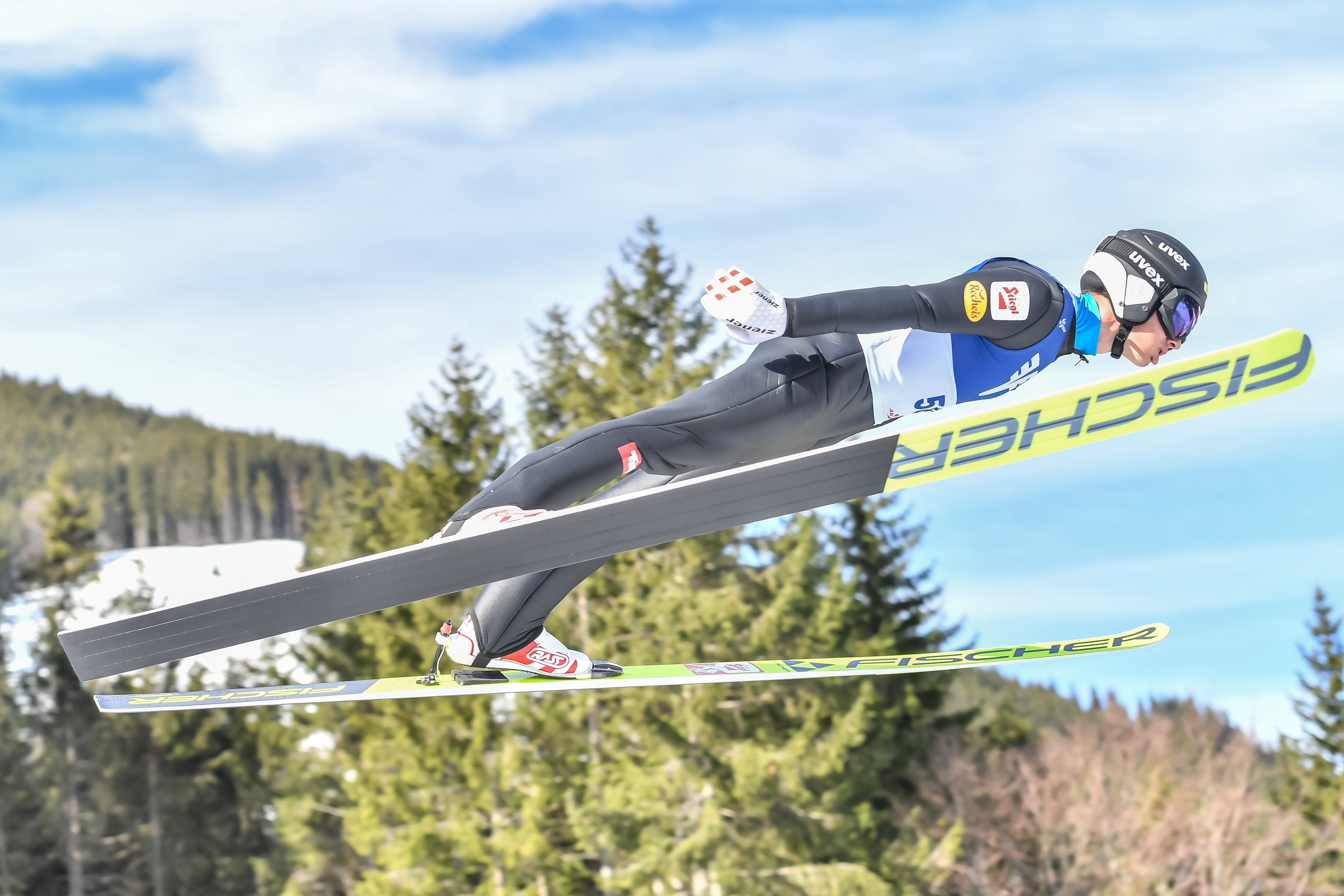
Einkemmer 2020 in Eisenerz

### Weltcup-Platzierungen
| Saison  | Platz | Punkte |
| ------- | ----- | ------ |
| 2019/20 | 53.   | 002    |
| 2020/21 | 52.   | 003    |
| 2021/22 | 55.   | 002    |
| 2022/23 | 38.   | 049    |
| 2023/24 | 56.   | 026    |
| 2024/25 | 55.   | 033    |

### Grand-Prix-Platzierungen
| Saison | Platz | Punkte |
| ------ | ----- | ------ |
| 2019   | 063.  | 008    |
| 2021   | 007.  | 124    |
| 2022   | 025.  | 041    |
| 2024   | 014.  | 091    |

### Continental-Cup-Platzierungen
| Saison  | Platz | Punkte |
| ------- | ----- | ------ |
| 2017/18 | 110.  | 001    |
| 2018/19 | 061.  | 039    |
| 2019/20 | 011.  | 336    |
| 2020/21 | 005.  | 424    |
| 2021/22 | 007.  | 449    |
| 2022/23 | 003.  | 575    |
| 2023/24 | 004.  | 767    |
| 2024/25 | 064.  | 066    |